# Wolfratshausen

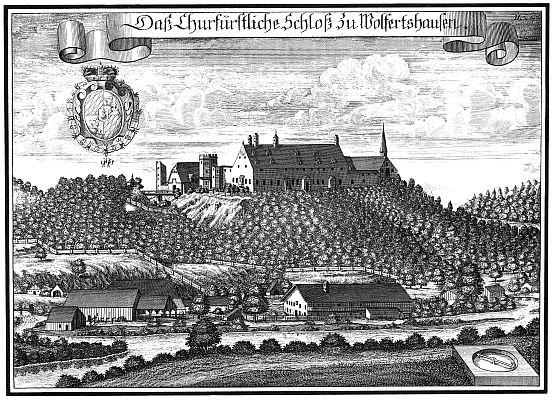
Stich der Burg Wolfratshausen von Michael Wening

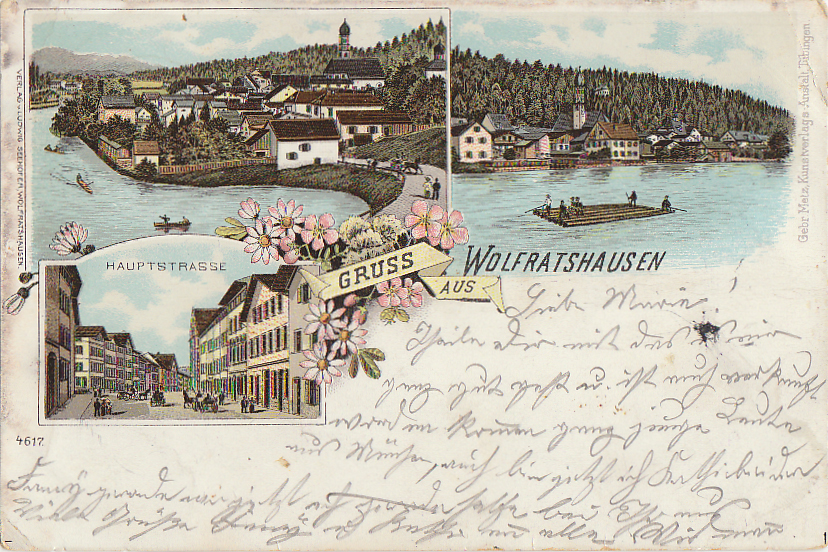
Wolfratshausen auf einer Ansichtskarte von 1897

Wolfratshausen ist eine Stadt im oberbayerischen Landkreis Bad Tölz-Wolfratshausen. Bis zur Gebietsreform in Bayern 1972 war sie die Kreisstadt des gleichnamigen Landkreises.

## Geographie

### Lage
Wolfratshausen gehört zu der Region Bayerisches Oberland und liegt in den Flusstälern von Loisach und Isar. Die Loisach mündet unmittelbar nördlich der Stadt im Bereich der Pupplinger Au in die Isar (sogenannter Isarspitz). Die Landeshauptstadt München liegt circa 30 Kilometer nördlich.
Das Stadtgebiet grenzt südlich unmittelbar an die Nachbarstadt Geretsried. Daraus ergibt sich ein gemeinsamer Wirtschaftsraum mit rund 46.000 Einwohnern bzw. ein gemeinsames Mittelzentrum in der Planungsregion Oberland.

### Nachbargemeinden
|           | Icking                                      |              |
| Münsing   | Kompassrose, die auf Nachbargemeinden zeigt | Egling       |
| Eurasburg | Geretsried                                  | Dietramszell |

### Gemeindegliederung
Die Gemeinde hat vier Gemeindeteile (in Klammern ist der Siedlungstyp angegeben):
- Nantwein (Kirchdorf)
- Waldram (Siedlung)
- Weidach (Dorf)
- Wolfratshausen (Hauptort)

Daneben gibt es die Siedlung Farchet, die jedoch kein amtlich benannter Gemeindeteil ist.

## Geschichte

### Mittelalter
Wolfratshausen fand seine erste Erwähnung als „Wolueradeshusun“ in einer Urkunde des Königs Heinrich II. vom 30. Juli 1003, am Hofe von Regensburg in Zusammenhang mit der Abgrenzung eines Jagdgebietes. Die Wolfratshauser Burg wurde im Jahr 1116 von den Grafen von Wolfratshausen, einer Seitenlinie der Dießen-Andechser Grafen errichtet. Im Jahre 1280 wurde Wolfratshausen erstmals als Markt bezeichnet. Ab dem 12. Jahrhundert legten Flöße von Wolfratshausen Richtung München ab. Es wurden hauptsächlich Baumaterialien transportiert. Seit dem 13. Jahrhundert ist Wolfratshausen Sitz eines Landgerichts. Die Burg war mittlerweile eine wichtige Residenz der Wittelsbacher geworden. Besonders Herzog Rudolf war bis 1315 häufig in Wolfratshausen, seine drei Söhne, die späteren Pfalzgrafen und Kurfürsten von der Pfalz, wurden hier geboren. Auch Herzog Ernst residierte während der Unruhen in München um 1400 jahrelang hier, so dass auch sein Sohn Albrecht III. in Wolfratshausen auf die Welt kam.

### Frühe Neuzeit
Im Jahre 1632 – während des Dreißigjährigen Kriegs – brachen die Schweden in Wolfratshausen ein, steckten viele Gebäude (u. a. die Kirche) in Brand und töteten zahlreiche Bewohner. 1634 brachten spanische Soldaten die Pest nach Wolfratshausen, durch die wieder zahlreiche Einwohner starben. In der Barockzeit bestand im Markt eine produktive Bildhauerschule, die im Schatten der Weilheimer stand; ihr bekanntester Vertreter war Lukas Herle, der auch als Altarschreiner tätig war. Am 7. April 1734 zerstörte die Explosion von mehr als 17 Tonnen Pulver nach einem Blitzeinschlag in den Pulverturm die Burg. Die Steine der Ruine wurden zum Bau der Münchner Residenz und vieler Wolfratshauser Häuser verwendet.

### 19. Jahrhundert

Wolfratshausen auf Karte von 1933

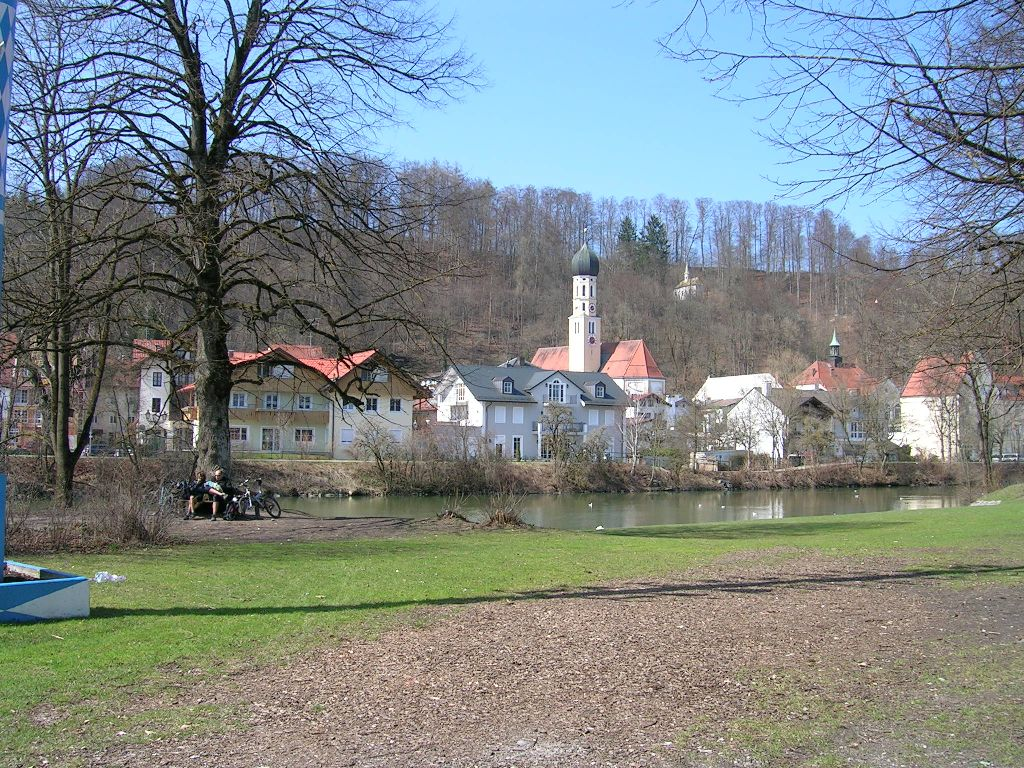
Altstadt von Wolfratshausen

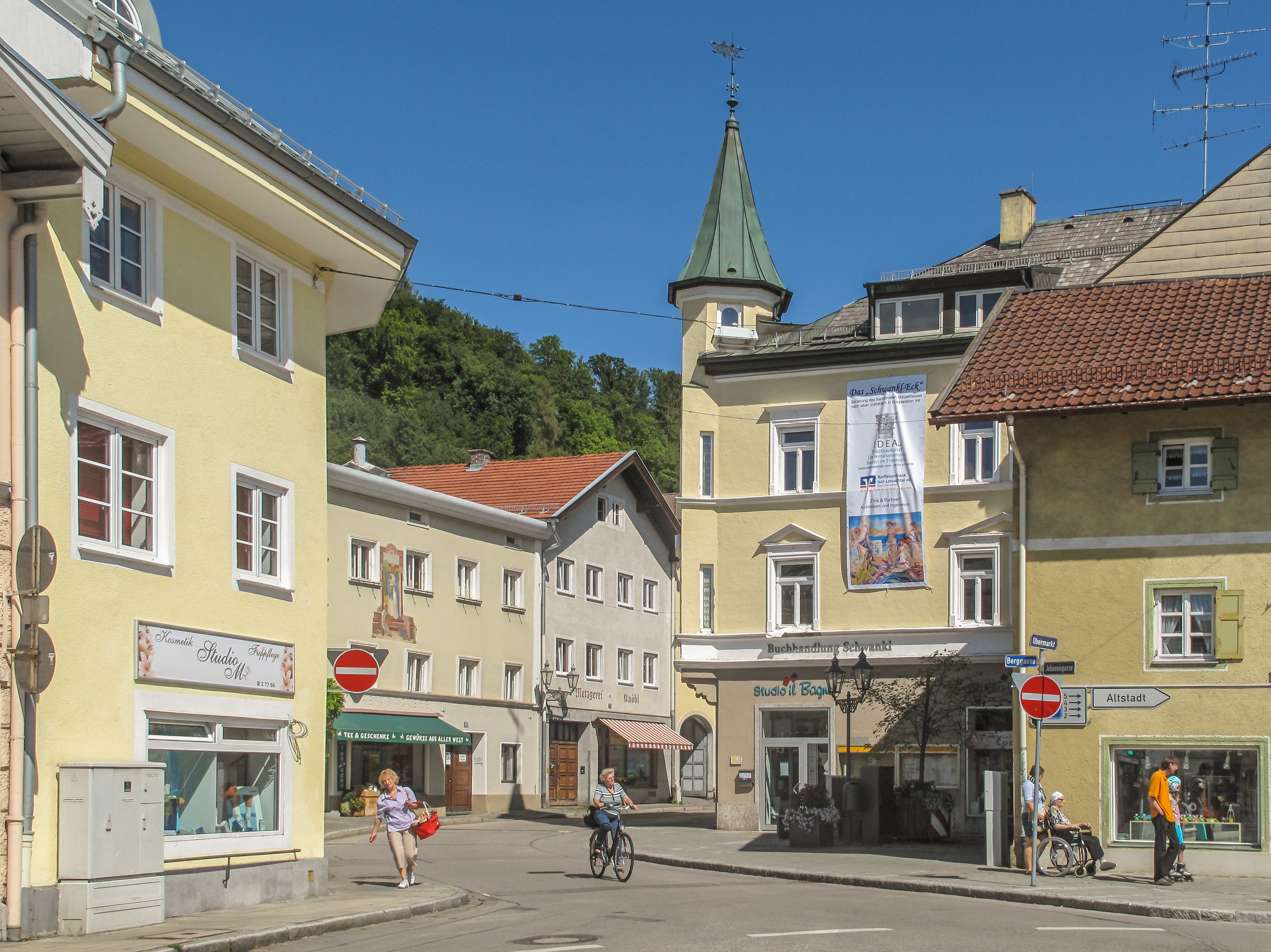
Straße: Berggasse-Obermarkt (ca. 2012) nach dem Umbau zur Einbahnstraße

Die Floßfahrt erreichte 1848 ihren Höhepunkt mit jährlich ca. 5800 Flößen. 1853 erlebte Wolfratshausen das größte Hochwasser seiner Geschichte. Der TSV Wolfratshausen, der älteste Sportverein im Altlandkreis, wurde 1864 gegründet, die Freiwillige Feuerwehr Wolfratshausen im Jahr 1865. 1870/71 fielen fünf Wolfratshauser im Deutsch-Französischen Krieg. 1874 brannte der Obermarkt. Zahlreiche Gebäude zwischen dem „Peterbäck“ und dem Gasthaus zur Post wurden ein Raub der Flammen. Am 27. Juli 1891 nahm die Isartalbahn ihren Betrieb auf und beförderte Personen und Fracht von und nach München. 1894 hielt die Elektrizität durch den Umbau der alten Kastenmühle in ein Wasserkraftwerk Einzug.

### 20. Jahrhundert
1901 wurde die Pupplinger Au unter Naturschutz gestellt. 1902 bekam Wolfratshausen sein Bezirksamt (alte Bezeichnung für Landratsamt) wieder zurück, nachdem es ab 1862 von München aus verwaltet worden war. 1911 begann der Ausbau der Staatsstraße am Wolfratshauser Berg. Ein Erdbeben mittlerer Stärke verursachte Schäden. Während des 1914 ausgebrochenen Ersten Weltkrieges verloren 85 Wolfratshauser ihr Leben an der Front.
Nach der friedlichen Revolution am 7. November 1918 wurden am 8. November 1918 ein Arbeiterrat und ein Bauernrat gewählt. Vorsitzender des Arbeiterrates wird der Gerichtsvollzieher Heinrich Freiberger. Dieser behält seinen Vorsitz auch bei den Neuwahlen am 21. Januar 1919. Nach der Niederschlagung der am 7. April 1919 mit Glockengeläut verkündeten Räterepublik wird in den Kommunalwahlen am 15. Juni 1919 zum ersten Mal eine Frau, Anna Flossmann (SPD), in den Gemeinderat gewählt.
Aufgrund der zunehmenden Motorisierung und der damit einhergehenden Steigerung des Verkehrs beschloss der Gemeinderat, ab 1. Januar 1920 auf den Pflasterzoll zu verzichten. Der Loisach-Isar-Kanal wurde 1924 fertiggestellt. 1928 war die Zeit des Hochwassers endlich vorbei. Die Loisach wurde begradigt und die neue obere Loisachbrücke dem Verkehr übergeben.
1933 übernahmen die Nationalsozialisten das Wolfratshauser Rathaus. Immerhin konnte bis zu den Novemberpogromen 1938 die seit 1926 bestehende jüdische hauswirtschaftliche Frauenfachschule in einer Gründerzeitvilla weiter existieren. Dann mussten aber die Schülerinnen binnen zweier Stunden den Ort verlassen, die Schule wurde geräumt und nach dem Krieg abgerissen. 1937 wurde im Staatsforst Wolfratshausen mit dem Bau zweier Sprengstoff- und Munitionsfabriken und mehreren Barackenlagern für die ausländischen Zwangsarbeiter begonnen. Für die deutschen Betriebsleiter, Angestellten, Meister, sowie den Werkschutz wurden Wohnsiedlungen entlang der Tattenkofener Straße, sowie in Wolfratshausen entlang der Schießstätt- und Alpenstraße gebaut.
Nach dem Krieg entstand aus einem dieser Lager, dem ehemaligen Lager Föhrenwald, ein Lager für Displaced Persons. 1957 erfolgte die Umbenennung in Waldram. Auf dem weitläufigen Gelände im Staatsforst entstand im Laufe der Jahre die Stadt Geretsried. Bis auf die Sprengung der oberen Loisachbrücke im Jahr 1945 blieb Wolfratshausen in beiden Weltkriegen von schwerwiegenden Schäden verschont. Der Markt wurde den Amerikanern kampflos übergeben. Allerdings verloren 160 Wolfratshauser im Zweiten Weltkrieg ihr Leben. Kurz vor Kriegsende wurden KZ-Häftlinge durch Wolfratshausen getrieben. An diesen wie an weitere Todesmärsche rund um München in Richtung „Alpenfestung“ erinnern etliche Denkmäler entlang der Wegstrecke.
Am 25. Januar 1946 wurde bei der ersten Kommunalwahl nach der Nazidiktatur demokratisch eine Gemeindeverwaltung gewählt. 1961 wurde der bisherige Markt zur Stadt erhoben. 1962 entstand der Neubau der Grund- und Hauptschule Waldram. Das neue Kreiskrankenhaus wurde 1966 eingeweiht. Am 1. Juli 1972 entstand im Zuge der Gebietsreform aus den früheren Landkreisen Bad Tölz und Wolfratshausen der neue Landkreis Bad Tölz, der am 1. Mai 1973 in Landkreis Bad Tölz-Wolfratshausen umbenannt wurde. Im Jahr 1972 fuhr die S-Bahn erstmals bis in die Loisachstadt. Am 1. Mai 1978 wurde die Gemeinde Weidach eingegliedert.
Das Kulturzentrum Loisachhalle wurde 1980 eingeweiht. 20 Jahre später wurde es wegen Baumängeln und nicht mehr ausreichendem Brandschutz geschlossen. Der damalige bayerische Innenminister Edmund Stoiber setzte 1989 den Grundstein für die neue, 142 Meter lange und ca. 4,3 Millionen Euro teure Marienbrücke. Ein großer Finanzskandal erschütterte 1994 Wolfratshausen. Beamte der Oberfinanzdirektion und der Staatsanwaltschaft durchsuchten nach einer anonymen Anzeige das Finanzamt Wolfratshausen. Vier Beamte wurden in Haft genommen.

### 21. Jahrhundert
Am 11. Januar 2002 entschieden Edmund Stoiber und Angela Merkel beim gemeinsamen „Wolfratshauser Frühstück“, dass Stoiber Kanzlerkandidat bei der Bundestagswahl 2002 wurde. Im Jahr 2003 schenkten die Bürger von Iruma der Stadt anlässlich der 1000-Jahr-Feier den Japanischen Garten „Yūkō Nihon Teien“, was soviel bedeutet wie „Japanischer Garten der Freundschaft“. Im August 2005 wurde der Markt zur Einbahnstraße. Nach langwierigen Finanzierungsverhandlungen wurde die Loisachhalle modernisiert und im Juli 2009 wieder in Betrieb genommen.

### Einwohnerstatistik
Am 31. Dezember 2020 lebten 20.498 Personen in Wolfratshausen, davon 19.486 mit dem Hauptwohnsitz. Bei den Altersgruppen stellen die 19- bis 65-Jährigen den größten Anteil (60,0 %) und die 0- bis 18-Jährigen den kleinsten Anteil (18,0 %). Der Ausländeranteil lag bei 17,5 %.
|            | 2009 | 2010 | 2011 | 2012 | 2013 | 2014 |
| ---------- | ---- | ---- | ---- | ---- | ---- | ---- |
| Geburten   | 170  | 171  | 158  | 174  | 208  | 230  |
| Todesfälle | 263  | 286  | 310  | 302  | 288  | 296  |

(Quelle: Wolfratshausen aktuell, Ausgabe 1/2021)
Zwischen 1988 und 2018 wuchs die Stadt von 15.286 auf 18.836 um 3.550 Einwohner bzw. um 23,2 %.
| Datum              | Einwohner |    |
| ------------------ | --------- | -- |
| 1770               | 1 054     | ¹² |
| 1. Dezember 1840   | 1 886     | ¹  |
| 1. Dezember 1871   | 2 430     | ¹  |
| 1. Dezember 1900   | 2 375     | ¹  |
| 6. Juni 1925       | 3 111     | ¹  |
| 17. Mai 1939       | 3 815     | ¹  |
| 27. Januar 1946    | 4 397     |    |
| 13. September 1950 | 6 112     | ¹  |
| 6. Juni 1961       | 8 779     | ¹  |
| 27. Mai 1970       | 12 881    | ¹  |
| 25. Mai 1987       | 15 090    | ¹  |

| Datum             | Einwohner |   |
| ----------------- | --------- | - |
| 31. Dezember 2008 | 17 749    |   |
| 31. Dezember 2009 | 17 850    |   |
| 31. Dezember 2010 | 17 992    |   |
| 9. Mai 2011       | 17 151    | ¹ |
| 31. Dezember 2011 | 17 190    |   |
| 31. Dezember 2012 | 17 580    |   |
| 31. Dezember 2013 | 17 843    |   |
| 31. Dezember 2014 | 18 122    |   |
| 31. Dezember 2015 | 18 237    |   |
| 31. Dezember 2016 | 18 491    |   |

| Datum             | Einwohner |        |
| ----------------- | --------- | ------ |
| 31. Dezember 2017 | 18 666    |        |
| 31. Dezember 2018 | 18.836    |        |
| 31. Dezember 2020 | 19.486    | [ 10 ] |
| 31. Dezember 2021 | 18.984    | [ 11 ] |
| 15. Mai 2022      | 19.115    | ¹      |
| 31. Dezember 2022 | 19.335    | [ 12 ] |
| 31. Dezember 2023 | 19.499    | [ 13 ] |

¹ Volkszählungsergebnis
² Erste Volkszählung in Bayern

### Konfessionsstatistik
Gemäß dem Zensus 2011 waren 17,7 % der Einwohner evangelisch, 47,9 % römisch-katholisch und 34,4 % waren konfessionslos, gehörten einer anderen Glaubensgemeinschaft an oder machten keine Angabe. Die Zahl der Protestanten und vor allem die der Katholiken ist seitdem gesunken. Ende 2020 hatte Wolfratshausen 20.948 Einwohner davon 39,3 % Katholiken, 14,2 % Protestanten und 46,5 % waren konfessionslos, gehörten einer anderen Glaubensgemeinschaft an oder machten keine Angabe. Der Anteil der Protestanten und Katholiken am Gesamtbevölkerung sinkt jährlich um 1 Prozentpunkt. Gemäß dem Zensus 2022 waren (Mai 2022) 37,2 % der Einwohner katholisch, 13,5 % evangelisch und 49,3 % waren konfessionslos, gehörten einer anderen Glaubensgemeinschaft an oder machten keine Angabe.

## Politik

### Stadtrat
Die Stadtratswahl am 15. März 2020 führte zu folgendem Ergebnis:
| Stadtratswahl Wolfratshausen 2020Wahlbeteiligung: 56,1 % 3020100 25,022,221,814,312,83,00,9 GrüneCSUBVWcSPDListe WORFDPAfDGewinne und Verlusteim Vergleich zu 2014 %p 14 12 10 8 6 4 2 0 −2 −4 −6 −8−10−12+13,5−10,3−11,8−8,2+12,8+3,0+0,9GrüneCSUBVWSPDListe WORFDPAfDAnmerkungen:c Bürgervereinigung Wolfratshausen e. V. | Sitzverteilung im Stadtrat Wolfratshausen seit 2020Insgesamt 24 Sitze - SPD: 4 - Grüne: 6 - FDP: 1 - BVW: 5 - Liste WOR: 3 - CSU: 5 |

| Parteien und Wählergemeinschaften | Parteien und Wählergemeinschaften                 | 2020   | 2020  | 2014   | 2014  | 2008   | 2008  | 2002   | 2002  | 1996   | 1996  | 1990  | 1984  | 1978  | 1972  | 1966  | 1960  | 1956  | 1952  | 1948  | 1946  | 08.1933 | 04.1933 | 1929  | 1924  | 1919  |
| Parteien und Wählergemeinschaften | Parteien und Wählergemeinschaften                 | Anteil | Sitze | Anteil | Sitze | Anteil | Sitze | Anteil | Sitze | Anteil | Sitze | Sitze | Sitze | Sitze | Sitze | Sitze | Sitze | Sitze | Sitze | Sitze | Sitze | Sitze   | Sitze   | Sitze | Sitze | Sitze |
| --------------------------------- | ------------------------------------------------- | ------ | ----- | ------ | ----- | ------ | ----- | ------ | ----- | ------ | ----- | ----- | ----- | ----- | ----- | ----- | ----- | ----- | ----- | ----- | ----- | ------- | ------- | ----- | ----- | ----- |
| Grüne                             | Bündnis 90/Die Grünen                             | 25,0   | 6     | 11,5   | 3     | 10,3   | 2     | 7,8    | 2     | 9,2    | 2     | 2     | 1     | –     | –     | –     | –     | –     | –     | –     | –     | –       | –       | –     | –     | –     |
| CSU                               | Christlich-Soziale Union in Bayern                | 22,2   | 5     | 32,5   | 8     | 37,2   | 9     | 43,2   | 11    | 47,3   | 12    | 9     | 10    | 9     | 7     | 4     | 5     | 4     | 4     | 5     | 5     | –       | –       | –     | –     | –     |
| BVW                               | Bürgervereinigung Wolfratshausen e. V.            | 21,8   | 5     | 33,6   | 8     | 31,8   | 8     | 9,0    | 2     | 6,7    | 1     | –     | –     | –     | –     | –     | –     | –     | –     | –     | –     | –       | –       | –     | –     | –     |
| SPD                               | Sozialdemokratische Partei Deutschlands           | 14,3   | 4     | 22,5   | 5     | 20,7   | 5     | 22,8   | 7     | 22,6   | 6     | 8     | 9     | 8     | 10    | 5     | 3     | 3     | 3     | 4     | 4     | –       | 2       | 3     | 3     | 8     |
| Liste WOR                         | Liste WOR                                         | 12,8   | 3     | –      | –     | –      | –     | –      | –     | –      | –     | –     | –     | –     | –     | –     | –     | –     | –     | –     | –     | –       | –       | –     | –     | –     |
| FDP                               | Freie Demokratische Partei                        | 3,0    | 1     | –      | –     | –      | –     | –      | –     | –      | –     | –     | –     | –     | –     | –     | –     | –     | –     | –     | –     | –       | –       | –     | –     | –     |
| AfD                               | Alternative für Deutschland                       | 0,9    | –     | –      | –     | –      | –     | –      | –     | –      | –     | –     | –     | –     | –     | –     | –     | –     | –     | –     | –     | –       | –       | –     | –     | –     |
| FW                                | Freie Wähler                                      | –      | –     | –      | –     | –      | –     | 9,4    | 2     | 9,7    | 2     | 2     | –     | –     | –     | –     | –     | –     | –     | –     | –     | –       | –       | –     | –     | –     |
| WVW-FW                            | WVW-Freie Wähler                                  | –      | –     | –      | –     | –      | –     | –      | –     | –      | –     | –     | 2     | –     | –     | –     | –     | –     | –     | –     | –     | –       | –       | –     | –     | –     |
| WVW                               | Wählervereinigung Wolfratshausen                  | –      | –     | –      | –     | –      | –     | –      | –     | –      | –     | –     | –     | 5     | 6     | 2     | 2     | 4     | 7     | 5     | –     | –       | –       | 4     | 4     | –     |
| BVW                               | Bürgervereinigung Wolfratshausen                  | –      | –     | –      | –     | –      | –     | –      | –     | –      | –     | –     | –     | –     | –     | –     | –     | –     | –     | –     | –     | –       | –       | –     | –     | 3     |
| FDP und Pf.                       | Freie Demokratische Partei und Parteifreie        | –      | –     | –      | –     | –      | –     | 3,0    | –     | 4,5    | 1     | 2     | 1     | 1     | –     | –     | –     | –     | –     | –     | –     | –       | –       | –     | –     | –     |
| REP                               | Die Republikaner                                  | –      | –     | –      | –     | –      | –     | –      | –     | –      | –     | 1     | –     | –     | –     | –     | –     | –     | –     | –     | –     | –       | –       | –     | –     | –     |
| BP                                | Bayernpartei                                      | –      | –     | –      | –     | –      | –     | –      | –     | –      | –     | –     | 1     | 1     | 1     | 1     | –     | –     | –     | –     | –     | –       | –       | –     | –     | –     |
|                                   | Wählergemeinschaft Waldram                        | –      | –     | –      | –     | –      | –     | –      | –     | –      | –     | –     | –     | –     | –     | 2     | 2     | –     | –     | –     | –     | –       | –       | –     | –     | –     |
| GP/BHE                            | Gesamtdeutsche Partei/Bund der Heimatvertriebenen | –      | –     | –      | –     | –      | –     | –      | –     | –      | –     | –     | –     | –     | –     | 2     | –     | –     | –     | –     | –     | –       | –       | –     | –     | –     |
| GB/BHE                            | Gesamtdeutscher Block/Bund der Heimatvertriebenen | –      | –     | –      | –     | –      | –     | –      | –     | –      | –     | –     | –     | –     | –     | –     | 3     | –     | –     | –     | –     | –       | –       | –     | –     | –     |
| BHE                               | Bund der Heimatvertriebenen und Entrechteten      | –      | –     | –      | –     | –      | –     | –      | –     | –      | –     | –     | –     | –     | –     | –     | –     | 3     | –     | –     | –     | –       | –       | –     | –     | –     |
|                                   | Farchetblock                                      | –      | –     | –      | –     | –      | –     | –      | –     | –      | –     | –     | –     | –     | –     | –     | 1     | 2     | 2     | –     | –     | –       | –       | –     | –     | –     |
|                                   | Gemeinschaft                                      | –      | –     | –      | –     | –      | –     | –      | –     | –      | –     | –     | –     | –     | –     | –     | –     | –     | –     | 2     | –     | –       | –       | –     | –     | –     |
| NSDAP                             | Nationalsozialistische Deutsche Arbeiterpartei    | –      | –     | –      | –     | –      | –     | –      | –     | –      | –     | –     | –     | –     | –     | –     | –     | –     | –     | –     | –     | 8       | 4       | –     | –     | –     |
| BVP                               | Bayerische Volkspartei                            | –      | –     | –      | –     | –      | –     | –      | –     | –      | –     | –     | –     | –     | –     | –     | –     | –     | –     | –     | –     | –       | 4       | 4     | 3     | 7     |
|                                   | Angestellte und Beamte                            | –      | –     | –      | –     | –      | –     | –      | –     | –      | –     | –     | –     | –     | –     | –     | –     | –     | –     | –     | –     | –       | –       | 1     | –     | –     |
|                                   | Beamte und Festbesoldete                          | –      | –     | –      | –     | –      | –     | –      | –     | –      | –     | –     | –     | –     | –     | –     | –     | –     | –     | –     | –     | –       | –       | –     | 2     | –     |
|                                   | Freiheit und Ordnung                              | –      | –     | –      | –     | –      | –     | –      | –     | –      | –     | –     | –     | –     | –     | –     | –     | –     | –     | –     | –     | –       | –       | –     | –     | 2     |
| Gesamt                            | Gesamt                                            | 100,0  | 24    | 100,0  | 24    | 100,0  | 24    | 100,0  | 24    | 100,0  | 24    | 24    | 24    | 24    | 16    | 16    | 16    | 16    | 16    | 16    | 9     | 8       | 10      | 12    | 12    | 20    |
| Wahlbeteiligung in %              | Wahlbeteiligung in %                              | 56,1   | 56,1  | 53,4   | 53,4  | 60,5   | 60,5  | 66,6   | 66,6  | 69,6   | 69,6  | –     | –     | –     | –     | –     | –     | –     | –     | –     | 83    | –       | –       | –     | –     | –     |

### Weitere Wahlen
In der folgenden Tabelle sind die Ergebnisse von Bundes-, Landtags- und Europawahlen in Wolfratshausen dargestellt.
| Jahr | Wahl           | Wbt. | CSU  | Grüne | AfD  | SPD  | FDP  | Linke1 | BSW | FW   | Sonst. |
| ---- | -------------- | ---- | ---- | ----- | ---- | ---- | ---- | ------ | --- | ---- | ------ |
| 2025 | Bundestagswahl | 85,6 | 38,2 | 16,2  | 14,4 | 12,2 | 5,0  | 4,7    | 3,2 | 2,7  | 3,4    |
| 2024 | Europawahl     | 67,4 | 38,5 | 15,7  | 10,0 | 9,7  | 4,8  | 1,3    | 4,3 | 4,5  | 11,2   |
| 2023 | Landtagswahl   | 74,0 | 37,0 | 19,6  | 11,8 | 8,5  | 3,5  | 1,4    | —   | 12,2 | 5,9    |
| 2021 | Bundestagswahl | 81,8 | 30,7 | 17,4  | 7,3  | 17,5 | 12,6 | 2,6    | —   | 4,9  | 7,0    |
| 2019 | Europawahl     | 65,6 | 37,4 | 23,1  | 8,0  | 9,5  | 3,7  | 2,6    | —   | 4,3  | 11,5   |
| 2018 | Landtagswahl   | 74,7 | 35,9 | 22,5  | 8,2  | 9,4  | 5,8  | 3,2    | —   | 8,5  | 6,5    |
| 2017 | Bundestagswahl | 79,9 | 37,7 | 12,0  | 11,5 | 13,6 | 11,6 | 6,4    | —   | 1,7  | 5,5    |
| 2014 | Europawahl     | 50,1 | 36,3 | 14,8  | 10,6 | 20,1 | 3,2  | 2,7    | —   | 3,8  | 8,6    |
| 2013 | Bundestagswahl | 72,3 | 49,7 | 9,8   | 5,6  | 17,8 | 5,1  | 3,6    | —   | 2,6  | 6,0    |
| 2013 | Landtagswahl   | 67,6 | 50,3 | 9,2   | —    | 23,3 | 3,1  | 1,7    | —   | 5,8  | 6,6    |
| 2009 | Bundestagswahl | 74,8 | 42,1 | 12,6  | —    | 15,4 | 16,8 | 5,6    | —   | —    | 7,6    |
| 2009 | Europawahl     | 46,4 | 47,9 | 14,4  | —    | 12,1 | 9,9  | 1,8    | —   | 4,6  | 9,4    |
| 2008 | Landtagswahl   | 60,9 | 36,7 | 12,8  | —    | 20,9 | 9,1  | 3,8    | —   | 11,8 | 5,0    |
| 2005 | Bundestagswahl | 81,1 | 51,0 | 9,9   | —    | 21,8 | 10,9 | 2,8    | —   | —    | 3,6    |
| 2003 | Landtagswahl   | 65,6 | 61,2 | 8,9   | —    | 20,6 | 3,0  | —      | —   | 1,5  | 4,8    |

1 bis 2007: PDS

### Bürgermeister seit dem 6. Mai 2020
1. Bürgermeister: Klaus Heilinglechner (BVW)
2. Bürgermeister: Günther Eibl (CSU)
3. Bürgermeister: Annette Heinloth (Grüne)[18]

### Bürgermeisterwahlen
| Jahr  | Kandidaten           | Partei    | Ergebnis in % | Wahlbeteiligung in % |
| ----- | -------------------- | --------- | ------------- | -------------------- |
| 20201 | Klaus Heilinglechner | BVW       | 55,7          | 59,9                 |
| 20201 | Günther Eibl         | CSU       | 44,3          | 59,9                 |
| 2020  | Klaus Heilinglechner | BVW       | 29,1          | 56,1                 |
| 2020  | Günther Eibl         | CSU       | 21,1          | 56,1                 |
| 2020  | Annette Heinloth     | Grüne     | 20,7          | 56,1                 |
| 2020  | Richard Kugler       | Liste WOR | 16,6          | 56,1                 |
| 2020  | Manfred Menke        | SPD       | 12,6          | 56,1                 |
| 20141 | Klaus Heilinglechner | BVW       | 55,9          | 49,0                 |
| 20141 | Friedrich Meixner    | SPD       | 44,1          | 49,0                 |
| 2014  | Klaus Heilinglechner | BVW       | 35,6          | 53,5                 |
| 2014  | Friedrich Meixner    | SPD       | 34,5          | 53,5                 |
| 2014  | Peter Plößl          | CSU       | 29,9          | 53,5                 |
| 20081 | Helmut Forster       | BVW       | 62,9          | 55,7                 |
| 20081 | Richard Kugler       | CSU       | 37,2          | 55,7                 |
| 2008  | Richard Kugler       | CSU       | 38,0          | 60,9                 |
| 2008  | Helmut Forster       | BVW       | 32,9          | 60,9                 |
| 2008  | Reiner Berchtold     | SPD       | 29,1          | 60,9                 |
| 2002  | Reiner Berchtold     | SPD       | 56,5          | 66,5                 |
| 2002  | Manfred Fleischer    | CSU       | 43,5          | 66,5                 |
| 1998  | Reiner Berchtold     | SPD       | 50,1          | 61,3                 |
| 1998  | Josef Thalhammer     | CSU       | 49,9          | 61,3                 |

1 Stichwahl

### Haushalt
Schuldenentwicklung in EUR (seit 2009):
- 2009: 16.113.743 (pro Kopf 0907)
- 2010: 18.876.336 (pro Kopf 1054)
- 2011: 18.153.582 (pro Kopf 1012)
- 2012: 17.347.347 (pro Kopf 0966)
- 2013: 16.568.447 (pro Kopf 0923)
- 2014: 15.184.123 (pro Kopf 0860)

### Wappen
| | Blasonierung: „In Silber ein steigender, rot bewehrter und rotgezungter schwarzer Wolf.“ |
| Wappenbegründung: Der Wolf im Wappen der Stadt ist ungefähr seit Anfang des 15. Jahrhunderts das Wappentier Wolfratshausens. Im Laufe der Jahrhunderte soll er aber auch hin und wieder als Fuchs dargestellt worden sein. Der Name der Stadt leitet sich vermutlich vom Namen „Wolfrat“ ab. Anfangs lautete der Name Wolveradeshusun. |                                                                                          |

### Banner
|  | 00Banner: „Das Banner ist schwarz-weiß gespalten mit dem Wappen oberhalb der Mitte.“ |

## Partner-, Freund- und Patenschaften

### Städtepartnerschaften
Folgende Städtepartnerschaften existieren:
- seit 1970  Barbezieux
- seit 1987  Iruma

### Städtefreundschaften
Folgende Städtefreundschaften existieren:
- seit 2009  Brody
- seit 2011  Manzano

### Patenschaften
Folgende Patenschaften existieren:
- seit 1961  Bad Tölz. Zur Stadterhebung hat die Stadt Bad Tölz für die damals junge Stadt Wolfratshausen eine Patenschaft übernommen.
- seit 2003  Flottendienstboot Oste

Ehemalige Patenschaften:
- 1976–2000  Flugkörperschnellboot Jaguar

(Quelle unter)

## Kultur, Sehenswürdigkeiten und Freizeit

### Baudenkmäler
- Pfarrkirche St. Andreas (erbaut 1484, 1626 nach einem Brand erneuert)

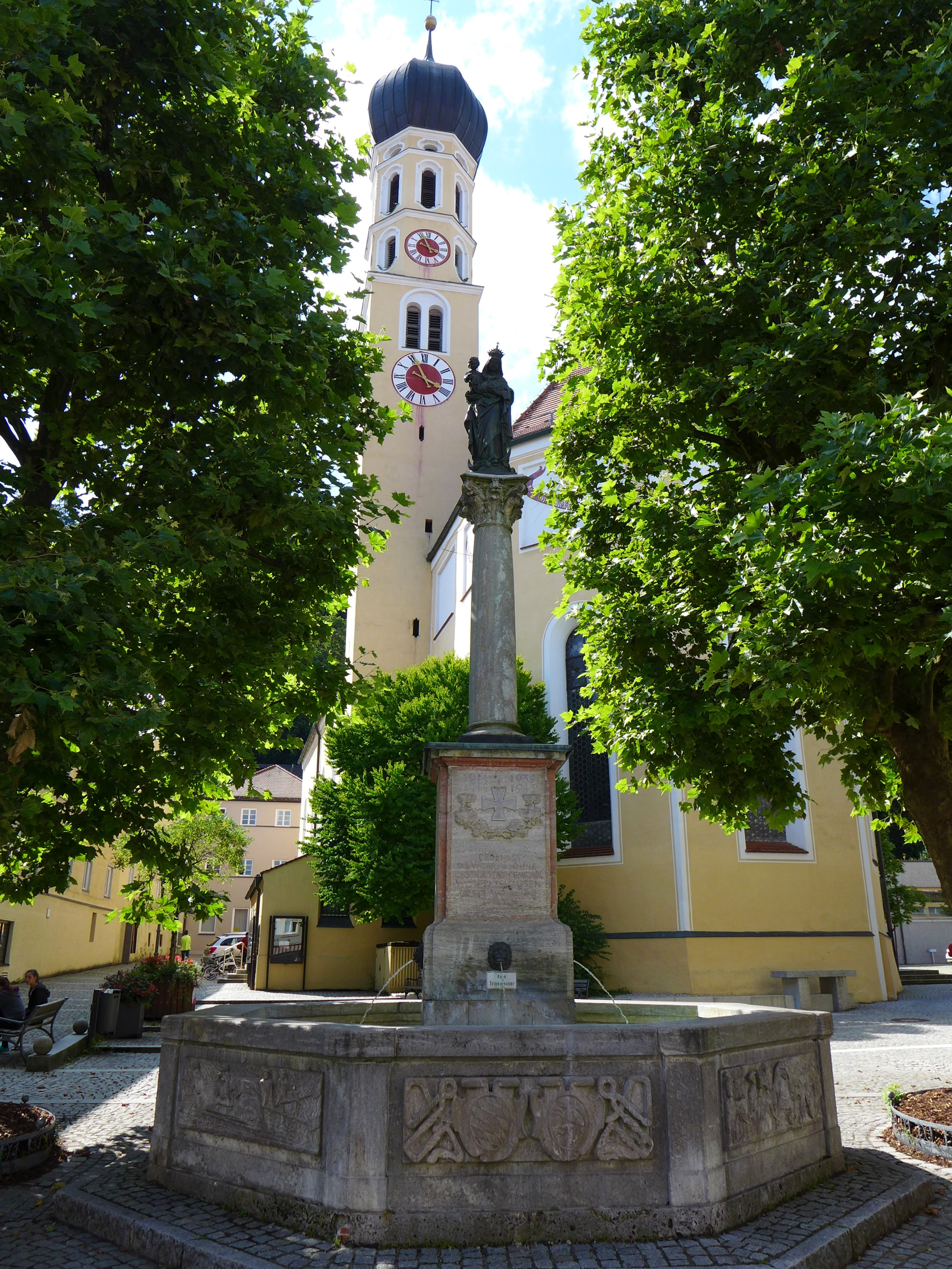
Wolfratshausener Marienbrunnen mit dem Kirchturm von St. Andreas im Hintergrund
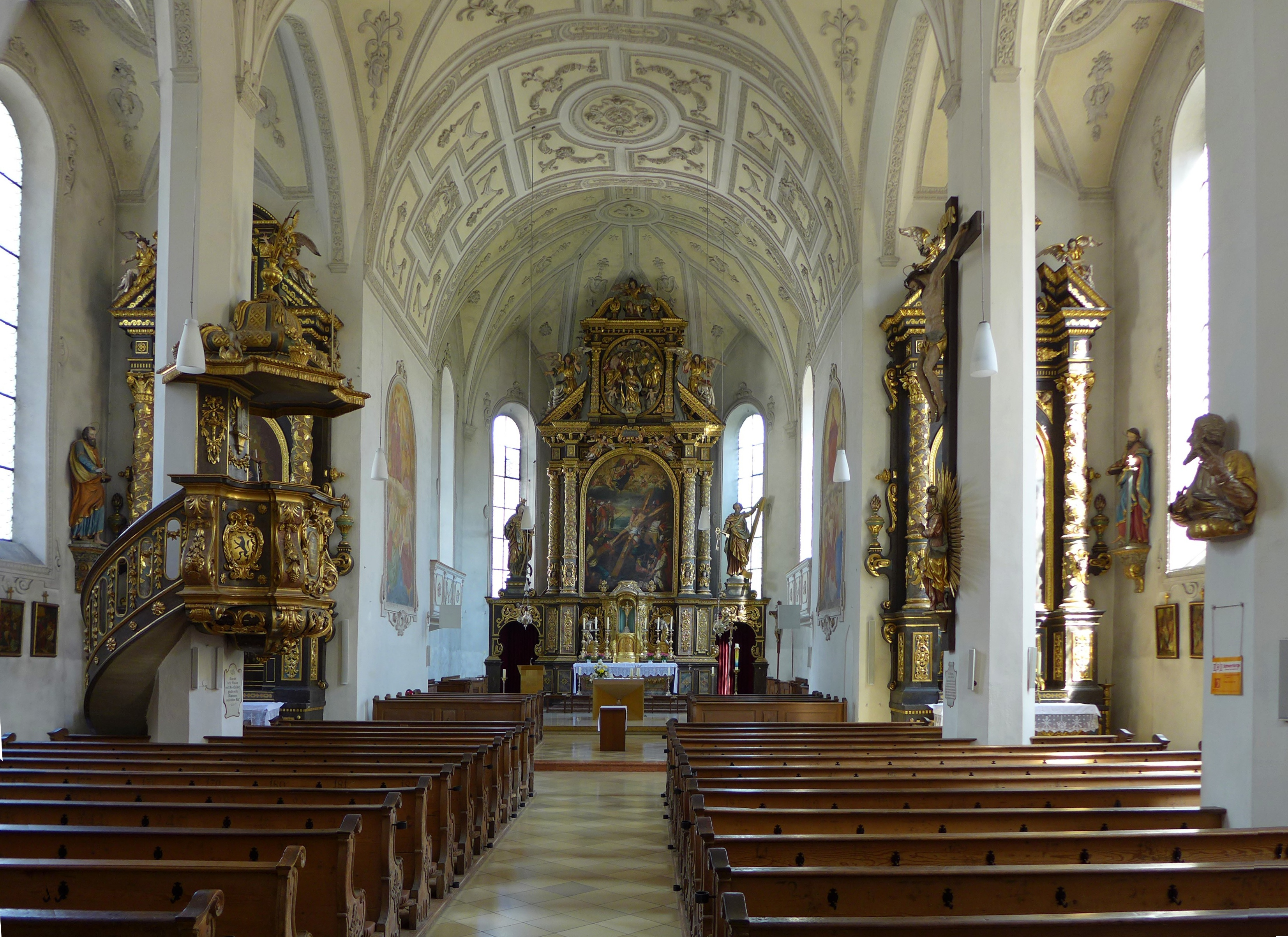
Mittelschiff der Kirche mit Blick zur Apsis mit dem Hochaltar
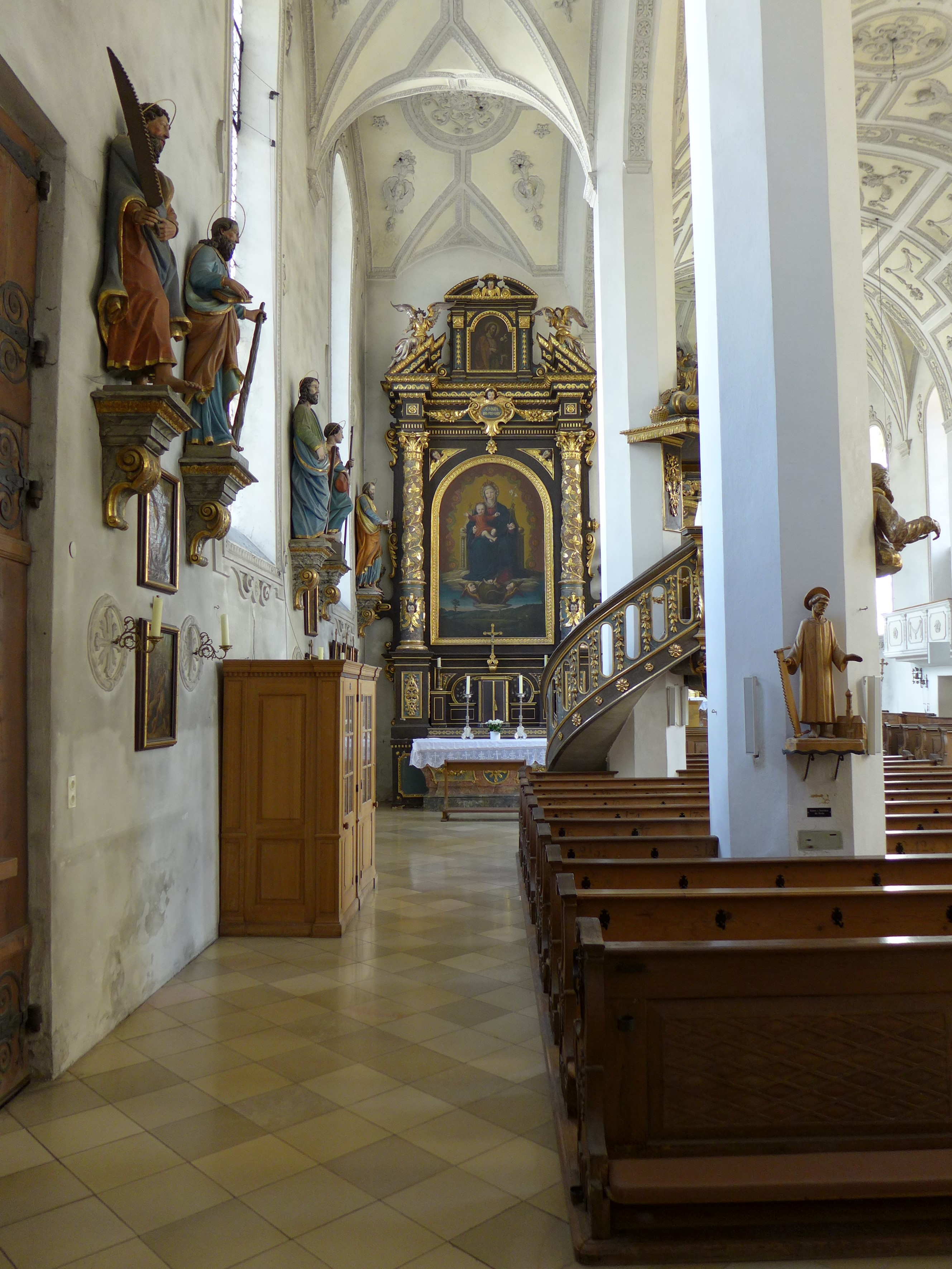
Linkes Seitenschiff von St. Andreas
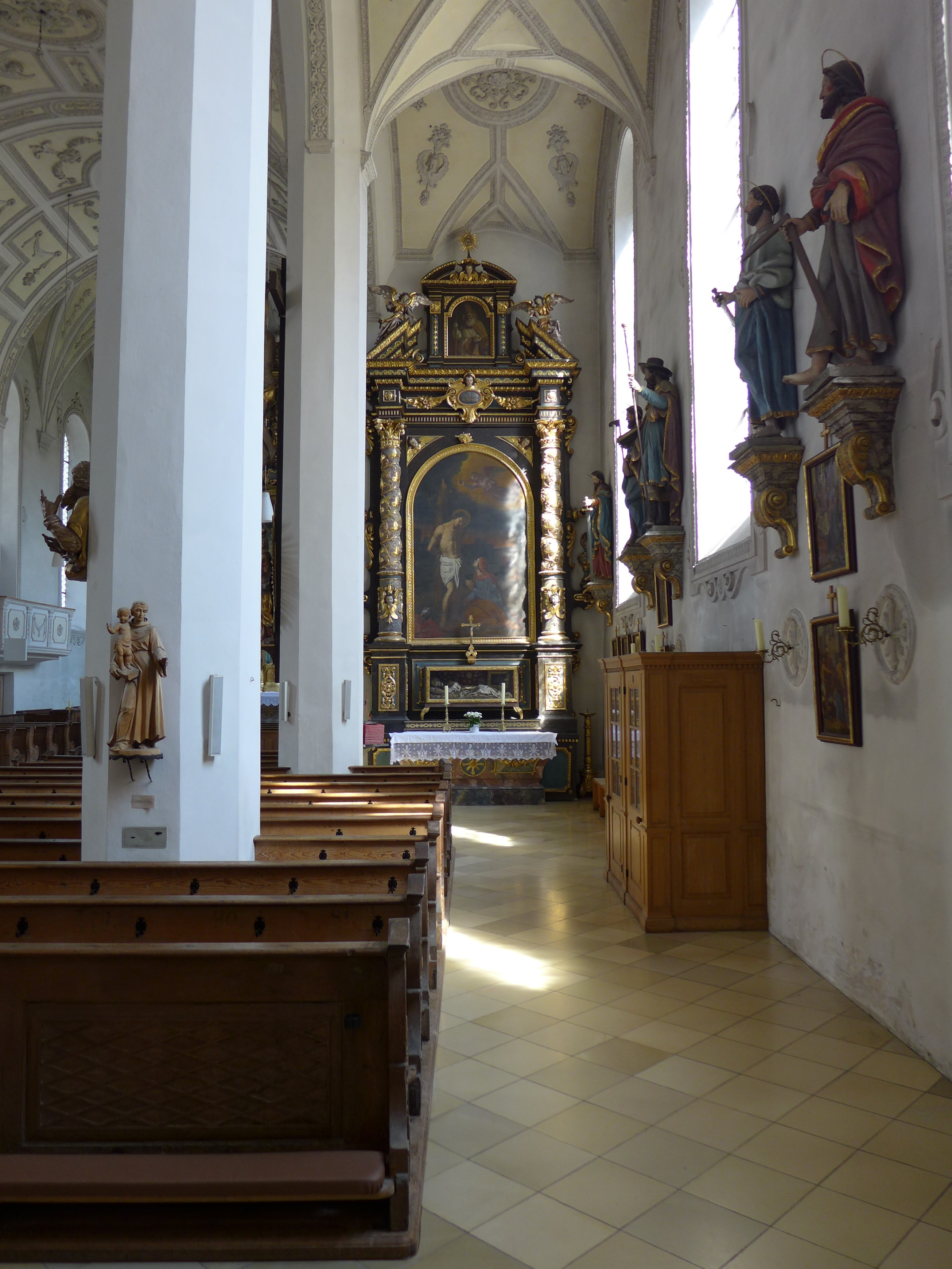
Rechtes Seitenschiff von St. Andreas

- Rathaus, erbaut 1805
- das Gasthaus Humplbräu (1619 erstmals urkundlich erwähnt)
- Altstadt (seit August 2005 verkehrsberuhigter Einbahnstraßenverkehr)
- das Schwankl-Eck
- Loisachhalle
- Buckhaus
- Beim Oberfärber

### Museen
- Heimatmuseum (zur 1000-Jahr-Feier im Jahr 2003 erweitert und renoviert)[22]
- Erinnerungsort Badehaus (Eröffnung 2018 im Stadtteil Waldram)
- Bayerisches Automobil & Motorradmuseum Wolfratshausen gab es 1974 am Untermarkt 64, war täglich geöffnet und stellte Automobile und Motorräder aus[23]

### Freizeit und Ausflugsziele
- Freizeitpark Märchenwald im Isartal (eröffnet 1968). Viele Attraktionen warten hier auf Jung und Alt, zum Beispiel die „Oachkatzl“-Achterbahn und viele Kletterspielplätze.
- Isar-Floßfahrten (Beginn der Floßfahrten und morgendlicher Zusammenbau der Flöße)
- Burg Wolfratshausen: Auch wenn nur mehr ein Gedenkstein und einige Tuffsteinreste an die Burg erinnern, kann man doch die Ausmaße erahnen. 1734 wurde die Burg durch eine von einem Blitzschlag ausgelöste Explosion des Pulverturms zerstört.
- Eine Wanderung durch den Bergwald eröffnet malerische Blicke auf das gesamte Stadtgebiet und die Gipfel des Karwendel- und Wettersteingebirges vom Wendelstein im Osten bis zur Zugspitze im Süden.
- Radtouren oder Inlineskaten durch das Naturschutzgebiet Isarauen/Pupplinger Au
- Der japanische Garten Yuko Nihon Teien, ein Geschenk der japanischen Partnerstadt Iruma.
- Radtour zum Starnberger See (Entfernung etwa zwölf Kilometer)
- Die Via Bavarica Tyrolensis, ein 225 km langer Radweg von München durch die Tiroler Gebirgswelt ins Inntal, führt durch die Pupplinger Au.
- Skifahren, besonders für Kinder, an den Liften in Peretshofen und Beuerberg. Die großen Skigebiete können innerhalb von ein bis zwei Stunden erreicht werden.
- Langläufer finden ca. 200 km Loipen in der Umgebung.
- Der Walk of Fame direkt vor der Loisachhalle.[24]

### Vereine
- Altschützen Weidach 1920 e. V.
- BCF Wolfratshausen e. V., Bezirksliga Oberbayern-Süd – 2019/2021 – 4. Platz
- Bürger für Bürger, Nachbarschaftshilfe Wolfratshausen e. V.
- Bürger fürs BADEHAUS Waldram-Föhrenwald e. V.
- Burgverein Wolfratshausen e. V. (widmet sich der Pflege des Andenkens an die Burg Wolfratshausen)[25]
- Burschenverein Weidach e. V.
- 1. FC Weidach e. V.
- Fotoclub Wolfratshausen e. V.[26]
- Freiwillige Feuerwehr Weidach e. V.
- Freiwillige Feuerwehr Wolfratshausen e. V.
- Gebirgsschützenkompanie Wolfratshausen e. V.
- Gebirgstrachtenerhaltungsverein D'Loisachtaler Wolfratshausen e. V.
- Historischer Verein Wolfratshausen e. V.
- Inselhaus Kinder- und Jugendhilfe
- Klecks, Schule der Phantasie e. V.:[27] Bei dem im Jahre 1999 gegründeten Verein handelt es sich um eine der größten freien Kunstschulen für Kinder, Jugendliche und Erwachsene in Bayern. Aufgabe der Kunstschule ist es, die künstlerische Persönlichkeitsentwicklung über den Weg der kreativen Selbsterfahrung und Sensibilisierung der Wahrnehmung zu fördern. In Bayern gibt es vergleichbare Einrichtungen seit 1980, als Rudolf Seitz von der Münchner Kunstakademie zusammen mit Kunststudenten die erste Schule der Phantasie an Münchner Grundschulen gründete. In Bayern gibt es nur noch wenige freie Kunstschulen, da die arbeitsintensive ehrenamtliche Vereinstätigkeit und sinkende öffentliche Förderung diese besondere Form einer Kunstschule kaum noch zulässt. Viele der ehemaligen Kunstschulen haben ihre Tätigkeit eingestellt oder sind in öffentlichen Einrichtungen übergegangen.
- Schachclub Wolfratshausen 1948 e. V.
- Stadtkapelle Wolfratshausen e. V.[28] und Jugendkapelle: konzertante und bayerisch-böhmische Blasmusik
- TSV Wolfratshausen v. 1864 e. V.
- Verein zur Förderung der Partnerschaft zwischen Barbezieux und Wolfratshausen e. V.
- Verein zur Förderung der Partnerschaft zwischen Iruma und Wolfratshausen e. V.
- Verein für berufliche Integration e. V

### Sonstiges
- Jugendhaus „La Vida“
- Isar-Loisach-Stadion

## Wirtschaft und Infrastruktur

### Unternehmen
Größter Arbeitgeber in Wolfratshausen ist die EagleBurgmann Germany GmbH & Co. KG mit mehr als 5000 Mitarbeitern, mehr als 1000 davon in den Werken Wolfratshausen und Eurasburg. Sie wurde von Feodor Burgmann 1884 in Dresden unter dem Namen „Feodor Burgmann Handelsgesellschaft in technischen Artikeln“ gegründet. 1951 wurde der Unternehmenssitz nach Wolfratshausen verlagert. Die Säule des Geschäfts bildet die Herstellung und der Vertrieb von Gleitringdichtungen. Seit März 2004 ist Burgmann eine von zehn operativ selbstständigen Geschäftsgruppen von Freudenberg und bildet zusammen mit Eagle Industry, Japan, eine weltweite Allianz (EagleBurgmann) für Dichtungstechnik.
Wolfratshausen ist Unternehmenssitz des Chemieunternehmens TUNAP.
In Wolfratshausen war zudem ein Möbelhaus des Handelsunternehmens Möbel Mahler mit beinahe 40.000 m² Verkaufsfläche ansässig. Seit Oktober 2018 werden die zuvor leer gestandenen Verkaufsflächen durch den österreichischen Möbelgiganten XXXLutz und Mömax wieder als Möbelhaus betrieben.

### Schulen und Bildungseinrichtungen
- St. Matthias Waldram: Eine Schule des Zweiten Bildungsweges zur Erlangung der Allgemeinen Hochschulreife (Abitur)
- Grund- und Mittelschule Wolfratshausen
- Grundschule Weidach
- Grund- und Mittelschule Waldram
- Staatliche Realschule Wolfratshausen
- Staatliche Berufsschule Bad Tölz-Wolfratshausen
- Volkshochschule Wolfratshausen e. V.
- Stadtbücherei Hammerschmiedweg
- Stadtbücherei Kardinal-Wendel-Straße
- Städtische Musikschule
- Freie Schule Wolfratshausen (auf Grundlage der Waldorfpädagogik)
- Medical Rescue College GmbH (Berufsfachschule für Rettungsassistenten)
- 1926–1938 wurde eine wirtschaftliche Frauenschule (später Landwirtschaftliche Frauenschule) der Ortsgruppe München des Jüdischen Frauenbundes. in München in Wolfratshausen betrieben.[30]

### Verkehr

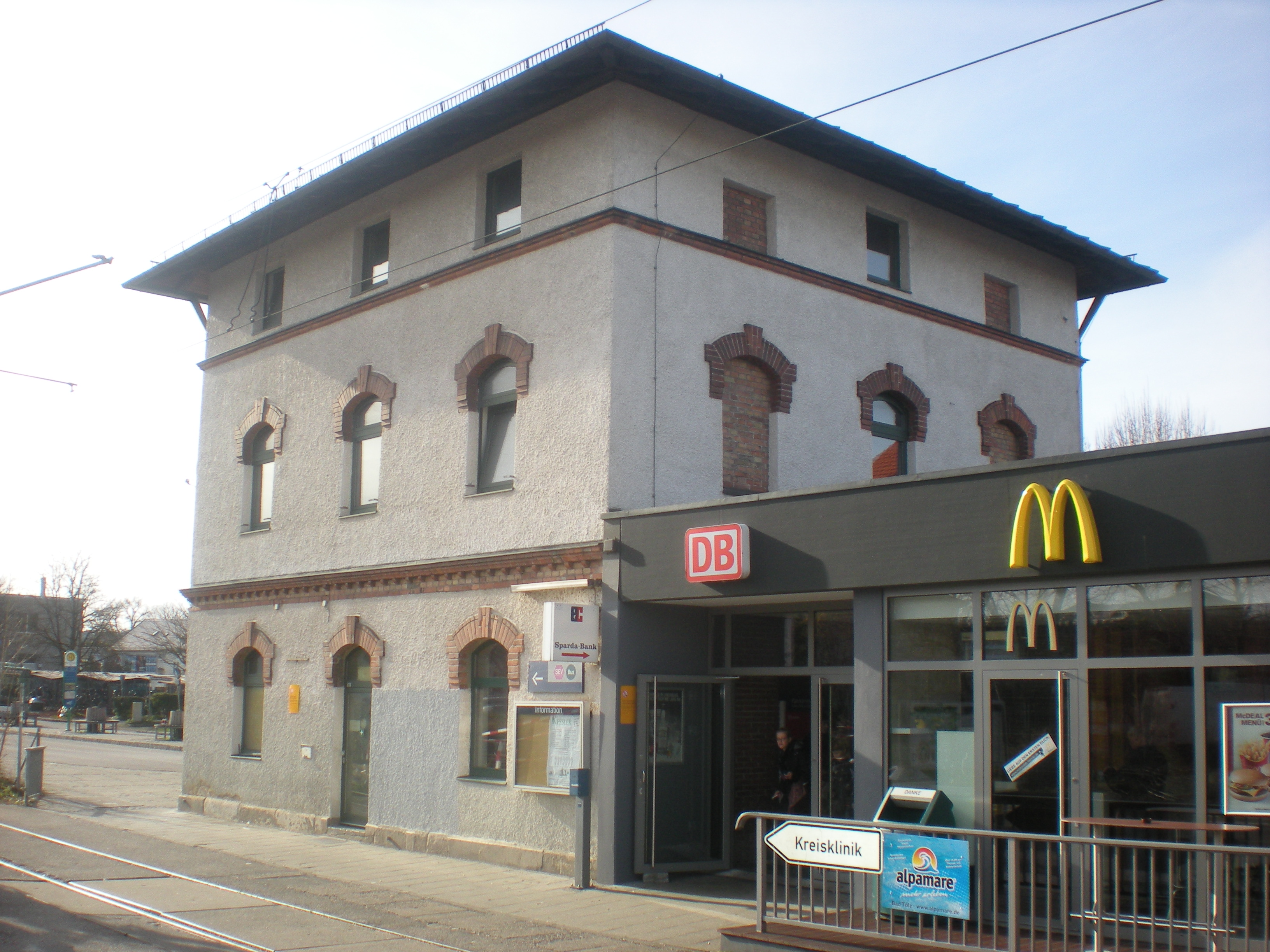
Empfangsgebäude des Bahnhofs Wolfratshausen

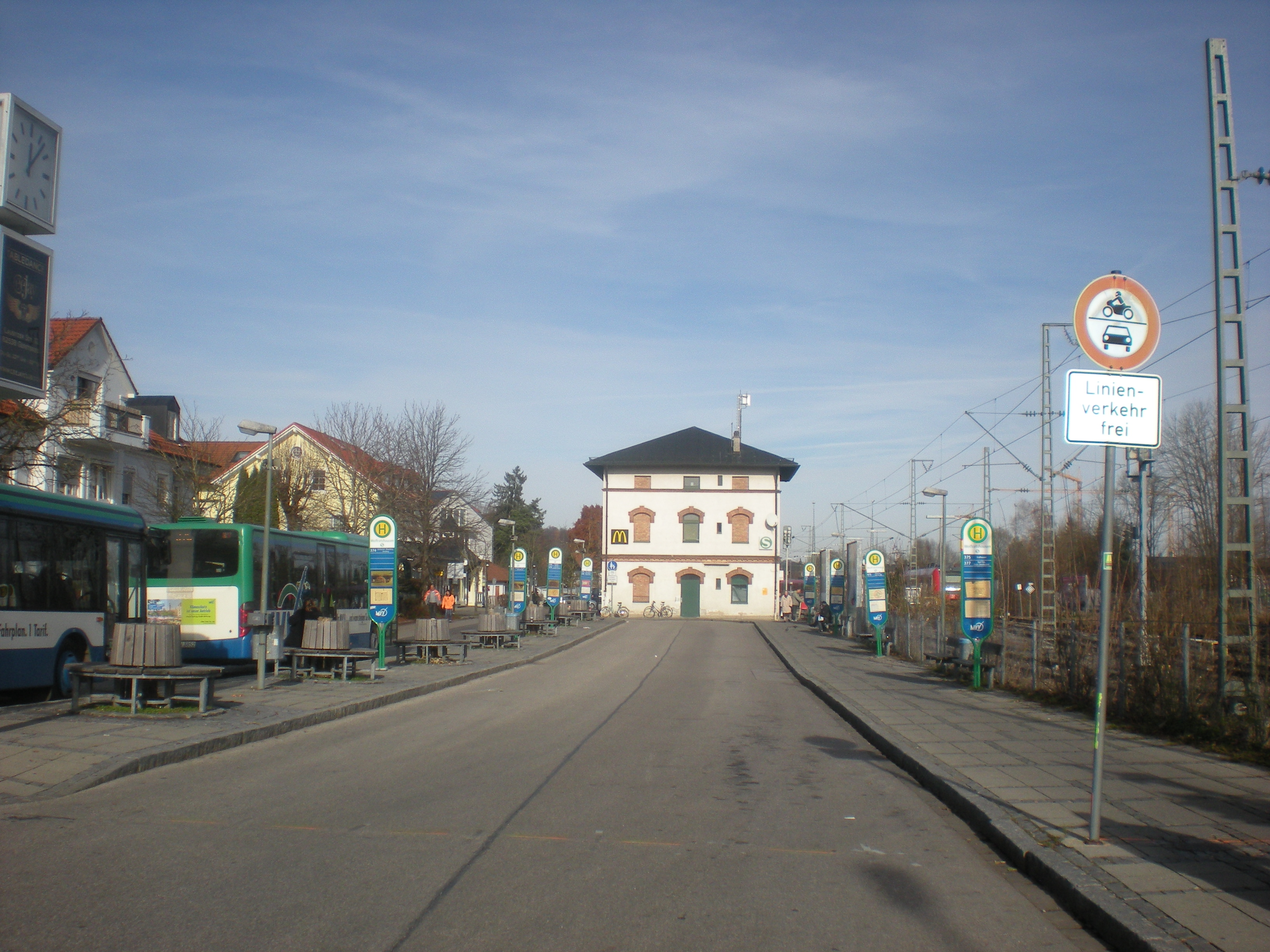
Busbahnhof am Wolfratshauser Bahnhof

Die Bundesstraße 11 führt durch Wolfratshausen und belastet insbesondere die Altstadt mit einem hohen Verkehrsaufkommen. Zur Entzerrung des Verkehrs und Unterstützung des Altstadt-Einzelhandels darf die Altstadt seit dem 13. August 2005, im Zuge einer Testphase, nur mehr in Richtung Süden befahren werden. Der Nordverkehr wird über die Bahnhofstraße umgeleitet.
Die Bundesautobahn 95 (München–Garmisch-Partenkirchen) führt nahe an der Stadt vorbei; Wolfratshausen hat einen Autobahnanschluss. München ist somit in ca. 20 Minuten zu erreichen. Die Bundesautobahn 8 (München–Salzburg) ist über Sauerlach in ca. 20 Minuten erreichbar.
Der Bahnhof Wolfratshausen ist Endstation der Linie S7 der S-Bahn München, die einen Abschnitt der früheren Isartalbahn, die von München nach Bichl führte, benutzt. Der Münchner Hauptbahnhof wird in ca. 40 Minuten erreicht, der Flughafen München in ca. 90 Minuten. Der Bahnhof wird außerdem für den Güterverkehr verwendet, insbesondere von den Firmen Tyczka Energy, einem Unternehmen für Flüssiggasherstellung und Energieversorgung, und Pulcra Chemicals in Geretsried. Der Wolfratshauser Bahnhof stellt auch einen zentralen Busbahnhof für das Umland dar. Neben Buslinien des Regionalverkehr Oberbayern, die Anbindungen zu den einzelnen Ortsteilen und umliegenden Gemeinden herstellen, verkehren von hier auch Stadtbuslinien. Am Bahnhof stehen Carsharing-Fahrzeuge zur Verfügung.
Die S7 soll nach Geretsried verlängert werden. Eine Nutzen-Kosten-Analyse erbrachte einen Faktor von 1,09, wobei aber eine von Wolfratshausen nicht gewünschte Schrankenlösung an der Sauerlacher Straße zugrunde liegt. Stattdessen wird eine Bahnunterquerung dieser Staatsstraße gefordert. Aus Kostengründen wird die S-Bahn-Trasse voraussichtlich über Geretsried-Gelting verlaufen. Nach Einreichung der Planfeststellungsunterlagen im Dezember 2011 durch die DB-Projektbau beim Eisenbahn-Bundesamt wird mit Baubeginn ca. 2024 und mit der Fertigstellung nicht vor Ende 2028 gerechnet.
Seit dem 12. Dezember 2021 ist die Stadt Wolfratshausen auch mit den Linien  X320 (Wolfratshausen – Oberhaching) und  X970 (Bad Tölz –Starnberg) an den ExpressBus-Ring des MVV angeschlossen. Damit ist es möglich, zum Beispiel bei Störungen auf andere S-Bahnäste zu wechseln.
Im Jahr 2003 ereigneten sich in Wolfratshausen 99 Straßenverkehrsunfälle ohne Personenschaden und 75 mit Personenschaden, dabei verletzten sich 94 Personen (keine Todesopfer).
| Linie | Linienverlauf                                                                            | Verkehrsunternehmen       |
| ----- | ---------------------------------------------------------------------------------------- | ------------------------- |
| X320  | Deisenhofen – Endlhausen – Egling – Wolfratshausen                                       | Geldhauser und Ettenhuber |
| X970  | Starnberg – Wolfratshausen – Bad Tölz                                                    | Geldhauser                |
| 301   | Stadtbus Wolfratshausen                                                                  | Waibel Bus                |
| 302   | Stadtbus Wolfratshausen                                                                  | Waibel Bus                |
| 370   | Geretsried, Stein – Feuerwehrschule – Schulzentrum – Wolfratshausen                      | RVO                       |
| 372   | Geretsried – Beuerberg – Eurasburg – Wolfratshausen                                      | RVO                       |
| 373   | Seeshaupt – Münsing – Wolfratshausen                                                     | RVO                       |
| 374   | Penzberg – Beuerberg – Königsdorf – Wolfratshausen                                       | RVO                       |
| 375   | Endlhausen – Egling – Wolfratshausen                                                     | RVO und Geldhauser        |
| 376   | Bad Heilbrunn – Schönrain – Geretsried – Wolfratshausen                                  | RVO                       |
| 377   | Bad Tölz – Ascholding – Egling – Wolfratshausen                                          | RVO                       |
| 378   | Geretsried, Stein – Am Stern – Johannisplatz – Lilienstraße (- Gelting) – Wolfratshausen | RVO                       |
| 379   | Bad Tölz – Geretsried – Wolfratshausen                                                   | RVO                       |

### Medien
Für Leser im Gemeindegebiet wird die Lokalausgabe Bad Tölz – Wolfratshausen der Süddeutschen Zeitung sowie der Isar-Loisachbote (Lokalausgabe des Münchner Merkur) angeboten. Vierteljährlich erscheint die kostenlose Bürgerinformation Wolfratshausen aktuell, die von der Stadt Wolfratshausen herausgegeben wird.
Die Fernsehserie Hubert und/ohne Staller erzählt vom Polizeirevier Wolfratshausen. Das Revier war bis zur neunten Staffel ein leer stehendes, 2020 abgerissenes Bürogebäude in der Sauerlacher Straße 25. Die Episoden werden in der Umgebung von Wolfratshausen gedreht.

## Persönlichkeiten

### In Wolfratshausen geboren
- Adolf (1300–1327), Pfalzgraf bei Rhein
- Rudolf II. der Blinde (1306–1353) Pfalzgraf bei Rhein
- Ruprecht I. von der Pfalz (1309–1390), Pfalzgraf bei Rhein und Kurfürst von der Pfalz; Gründer nach ihm benannten Universität Heidelberg
- Albrecht III. (1401–1460), Herzog von Bayern-München
- Franz Joseph Grienwaldt (1708–1743), landständischer Arzt in München sowie Leibarzt des Fürstbischofs von Freising
- Felix Bockhorni (1801–1878), Zeichner, Lithograph und Maler
- Josef Correggio (1810–1891), Maler
- Clemens Steyrer (1834–1902), Jurist und Schriftsteller
- Friedrich von Pechmann (1862–1919), bayerischer Freiherr und Generalmajor
- Karl Schmidt-Wolfratshausen (1891–1971), deutscher Grafiker und Maler
- Carola Karg (1910–1985), Kommunistin und Widerstandskämpferin
- Hans Feldigl (1921–1990), Dirigent
- Heinrich Lutz (1922–1986), Historiker und Hochschullehrer
- Hans-Joachim Streicher (1924–1990), Chirurg
- Fritz Hopmeier (1930–2014), Jurist und Politiker (CDU), Landtagspräsident Baden-Württembergs 1992–1996
- Towje Kleiner (1948–2012), Schauspieler und Drehbuchautor, geboren in Föhrenwald
- Saul Rubinek (* 1948), Hollywoodschauspieler, Regisseur und Filmproduzent
- Gabriele Stauner (* 1948), Politikerin (CSU)
- Johannes Zeilinger (* 1948), Sportmediziner
- Jörg-Werner Marquardt (* 1950), Diplomat
- Hans Dieter Klein (* 1951), Fotograf und Science-Fiction-Autor
- Sigi Heinrich (* 1953), Redakteur und Sportreporter
- Claus Obalski (* 1954), Schauspieler
- Ulrike Schreiber (* 1954), Politikerin (CDU)
- Oliver Simon (1957–2013), Sänger
- Claus Steigenberger (* 1958), Schauspieler, Kabarettist, Regisseur und Autor
- Tobias Siebert (* 1963), Drehbuchautor
- Sabine Pankofer (* 1964), Psychologin
- Hanni Münzer (* 1965), Schriftstellerin
- Rudolf Sternkopf (* 1966), Eishockeyspieler
- Michael Sporer (* 1967), Moderator
- Till Löffler (* 1968), Dirigent und Pianist
- Michael Wenninger (* 1969), Schauspieler
- Claudia Klischat (* 1970), Schriftstellerin
- Bernd Santl (* 1970), Fußballspieler
- Peter M. Boenisch (* 1971), Theaterwissenschaftler
- Johanna Hagn (* 1973), Judoka
- Matthias Kiefersauer (* 1973), Regisseur und Drehbuchautor
- Marion Meister (* 1974), Kinder- und Jugendbuchautorin
- Michael Hopfes (* 1976), Eiskunstläufer
- Korl Fuhrmann (* 1976), Schlagzeuger
- Florian Wanner (* 1978), Judoka
- Andreas Morczinietz (* 1978), Eishockeyspieler
- Murat Bosporus (* 1979), Wrestlingsportler
- Peter Huber-Saffer (* 1980), Basketballspieler
- Markus Janka (* 1980), Eishockeytorwart
- Stephanie Frühwirt (* 1980), Eishockeyspielerin
- Stephanie Lottermoser (* 1983), Jazzmusikerin
- Michael Baindl (* 1986), Eishockeyspieler
- Valentin Gschmeißner (* 1993), Eishockeyspieler

### Mit Wolfratshausen verbunden
- Nantovinus († um 1286), katholischer Heiliger, Pilger und Märtyrer
- Hans Urmiller, Richter und Pfleger des Landgerichts Wolfratshausen vom 16. Januar 1529 bis 20. April 1535
- Hermann Neuhaus (1863–1941), Maler, seine Fresken schmücken die evangelische Kirche
- Richard Wagner (1878–1947), Porträtist und Kunstmaler
- Ernst Wiechert (1887–1950), Schriftsteller und Dichter, erwarb 1936 den Gagerthof in Wolfratshausen
- Hans Stuck (1900–1978), Automobilrennfahrer[32]
- Willy Thieme (1912–1979), Landrat, Bürgermeister, Landtags- und Bundestagsabgeordneter
- Friedrich von Stülpnagel (1913–1996), Oberst i. G. der Bundeswehr, Gewinner der Bronzemedaille bei den Olympischen Spielen 1936 in der 4-mal-400-Meter-Staffel
- Antje Bultmann (* 1941), Journalistin, Sachbuchautorin und Künstlerin
- Edmund Stoiber (* 1941), Jurist und Politiker (CSU), Ministerpräsident des Freistaates Bayern 1993–2007, wohnt in Wolfratshausen
- Gerd Müller (1945–2021), Fußballspieler
- Rachel Salamander (* 1949), Literaturwissenschaftlerin, Unternehmerin und Journalistin
- Claudia Lichtenberg (* 1985), Radsportlerin

## Wolfratshausener See
- Der Wolfratshausener See war ein ehemaliger Gletschersee, der vor mehreren tausend Jahren verschwand.